# 采佩里夫 (利維夫州)
49°56′0″N 24°18′19″E / 49.93333°N 24.30528°E
采佩里夫（羅馬化：Tseperiv）是烏克蘭西部的村莊，隸屬利維夫州的利維夫區。該村始建於1563年，面積0.61平方公里，海拔高度233米，2001年人口256，人口密度每平方公里420.36人。